# Cantón Loreto
El cantón de Loreto se encuentra ubicado en la provincia de Orellana al sureste de la capital de Ecuador, su capital es la ciudad homónima y forma parte de la cuenca del río Napo. Se ubica en latitud Sur º44' y longitud 77º27' en un rango altitudinal que va de los 320 a 3732 m s. n. m., en la cumbre del Volcán Sumaco.  
Sus límites son, Norte: Cantón El Chaco y Francisco Orellana,  Sur: Cantón Tena, Provincia del Napo, Este: con el  Cantón Francisco de Orellana, Oeste: Los cantones Quijos, Tena y Archidona. Su superficie es de 2.146,35 km², divididos en 5 parroquias rurales y una urbana que constituye la cabecera cantonal. La extensión rural corresponde al 96,6% de la superficie total del cantón, de los cuales la parroquia San José de Payamino es la más extensa.

## Geografía
El relieve del cantón es irregular, con la presencia de muchas ondulaciones. Las principales elevaciones se encuentran al occidente del cantón, donde se encuentra la cordillera de las Galeras, según su forma de relieve se ha agrupado en 4 grupos con las siguientes características: Vertiente andina baja: Se encuentra en la cordillera occidental, formando una franja entre las provincias de Napo y Orellana con pendientes fuertes y vertientes irregulares; Piedemonte: Son colinas redondeadas separadas por barrancos o relieve de mesas superficialmente disectados y entrecortadas por profundos barrancos; Cuenca Amazónica colinada: Es el tipo de relieve predominante, con colinas bajas redondeadas de pendientes moderadas, con intervalos pantanosos, y relieves de colinado irregular con pendientes moderadas a fuertes y la Cuenca Amazónica baja y plana: La cual puede observarse alrededor de los ríos Suno y Huataraco.

### Clima
El clima es tropical húmedo, característico de la zona, con precipitaciones anuales entre 3.000 y 4.800 mm, con una humedad relativa entre 85 a 95%, siendo la época lluviosa entre los meses de marzo a julio, la temperatura promedio es de 25 °C, sin embargo se han registrado máximas de hasta 42 °C. 

## Población
Su población según datos del censo 2014 es de 22933 habitantes, 214637.51 de hectáreas, el porcentaje que reside en el área rural corresponde al 89%, mientras que el 11% reside en el área urbana correspondiente a los asentamientos consolidados en la cabecera cantonal. La población asentada en el área rural corresponde básicamene a la etnia Kichwa y demás comunidades conformadas por habitantes provenientes de otras provincias del país.El índice de población masculina corresponde aproximadamente al 52% mientras que 48% de sus habitantes son mujeres.

## División política
Loreto tiene seis parroquias:

### Parroquias urbanas
- Loreto (cabecera cantonal)

### Parroquias rurales
- Ávila (Cab. en Huiruno)
- Puerto Murialdo
- San José de Payamino
- San José de Dahuano
- San Vicente de Huaticocha